# Lixa
Diversas lixas e suas numerações (40, 80, 150, 240, 600).
A lixa é um papel com material de superfície abrasiva composta geralmente por minerais, frequentemente utilizado para polir madeira, metais, entre outros.
Sua granulação varia de 16 a 3000, que se refere ao número de grãos de areia por centímetro quadrado. Quanto maior a granulação, mais fina ela é. 
As lixas mais finas são normalmente utilizadas para polimento. Uma lixa 200, por exemplo, é mais indicada para paredes e madeira.

## Numeração
| Granulação da lixa | Especificação/Utilização                                                                         |
| ------------------ | ------------------------------------------------------------------------------------------------ |
| 20                 | Extremamente grossa, com grande capacidade de desbaste.                                          |
| 36                 | Extremamente grossa, com grande capacidade de desbastes para madeiras e outros maleáveis.        |
| 60                 | Grossa.                                                                                          |
| 80/100             | Grossa, utilizada em remoção de oxidações de metais e para áreas com pinturas de difícil remoção |
| 120/180            | Média - De utilização em geral                                                                   |
| 220/240            | Média, recomendada para madeiras                                                                 |
| 320                | Fina, a primeira lixa nos acabamentos mais finos                                                 |
| 400                | Fina, recomendada para lustrar                                                                   |
| 600/1200           | Muito fina, lustre e polimento                                                                   |
| >1600              | Extremamente fina - Lustre de joias                                                              |